# Dialogue
| Recensione | Giudizio |
| ---------- | -------- |
| AllMusic   |          |
| NME        | 8/10     |

Dialogue è l'album di debutto del musicista inglese Four Tet, pubblicato nel 1999.

## Tracce
1. The Space of Two Weeks – 5:50
2. Chiron – 5:23
3. Alambradas – 1:55
4. 3.3 Degrees from the Pole – 6:00
5. Misnomer – 3:20
6. Liquefaction – 4:58
7. She Scanned – 3:12
8. Calamine – 7:38
9. The Butterfly Effect – 6:21
10. Aying – 4:56 – (inclusa solo nella versione CD)
11. Fume – 9:53 – (inclusa solo nella versione CD)
12. Charm – 5:04 – (inclusa solo nella versione CD)